# ダビド・フェレール
ダビド・フェレール・エルン（David Ferrer Ern、1982年4月2日 - ）は、スペイン・ハベア出身の元男子プロテニス選手。ATPランキング自己最高位はシングルス3位、ダブルス42位。これまでにATPツアーでシングルス27勝、ダブルス2勝を挙げ、2007年のジャパン・オープンで優勝したこともある。右利き、バックハンド・ストロークは両手打ち。
2013年全仏オープン男子シングルス準優勝者。2007年年間最終戦テニス・マスターズ・カップ準優勝者。2012年パリ・マスターズ優勝。マスターズ1000準優勝6回。デビスカップでデビスカップスペイン代表の3度の優勝に貢献。生涯獲得賞金ランキング歴代7位。

## 選手経歴

### 2000年 プロ転向
2000年にプロ入り。

### 2002年 ツアー初優勝
2002年9月にBCRルーマニア・オープンでツアー初優勝を果たす。

### 2003年 グランドスラム初出場
2003年全豪オープンで4大大会初出場。

### 2005年 全仏ベスト8
2005年全仏オープンで初めてのベスト8に入った。フェレールはこの大会で、前年優勝者のガストン・ガウディオを2-6, 6-4, 7-6, 5-7, 6-4で破った。続く準々決勝では、同じスペインの後輩選手であるラファエル・ナダルに5-7, 2-6, 0-6のストレートで完敗した。

### 2006年 ツアー2勝目
2006年1月、フェレールは世界ランキングを10位に上げ、初めての世界トップ10入りを果たす。全豪オープン終了後、フェレールは初めて男子テニス国別対抗戦・デビスカップスペイン代表選手に抜擢された。デビスカップスペイン代表は2月10日-12日の「ワールドグループ」1回戦でベラルーシに1勝4敗で敗れたが、フェレールがシングルス第4試合で唯一の勝ち星を挙げている。同年のウィンブルドンでレイトン・ヒューイットとの4回戦に進出した後、フェレールは7月第3週に行われたメルセデス・カップの決勝でホセ・アカスソを6-4, 3-6, 6-7, 7-5, 6-4で破り、4年ぶりのツアー2勝目を挙げた。

### 2007年 全米ベスト4 ATPファイナルズ準優勝
2007年1月のハイネケン・オープンでは、決勝で同い年の親友トミー・ロブレドを6-4, 6-2で破り、ツアー3勝目を挙げる。全米オープンで、フェレールは4大大会シングルスの自己最高成績を出した。4回戦でナダルを6-7, 6-4, 7-6, 6-2で破って波に乗り、準々決勝でフアン・イグナシオ・チェラを破った後、初進出の準決勝で第3シードのノバク・ジョコビッチに4-6, 4-6, 3-6で敗れた。全米4強入りの後、10月のジャパン・オープン・テニス選手権で来日し、決勝でリシャール・ガスケを6-1, 6-2で破って初優勝を果たす。年末の男子ツアー最終戦テニス・マスターズ・カップでは、決勝でロジャー・フェデラーに敗れて準優勝になったが、この大躍進でフェレールの世界ランキングは「5位」に上がった。

### 2008年 デビス杯優勝
2008年のシーズンはシングルスで2勝を獲得し、ツアー勝利数を7勝に伸ばした。しかし、4大大会年間最終戦の全米オープンで、第4シードのフェレールは3回戦で世界ランキング126位の日本の錦織圭に4-6, 4-6, 6-3, 6-2, 5-7のフルセットで敗れてしまう。11月21日-23日にかけて、スペインはアルゼンチンとデビスカップの「ワールドグループ」決勝戦を戦った。スペイン・チームは「3勝1敗」でアルゼンチンに勝利を収め、デビスカップで4年ぶり3度目の優勝を達成した。フェレールはシングルス第1試合のダビド・ナルバンディアン戦を 3-6, 2-6, 3-6 で落としたが、フェリシアーノ・ロペスとフェルナンド・ベルダスコが続く試合を奪った。

### 2009年 デビス杯2連覇
デビスカップ2009ではセルビア、ドイツ、イスラエルを倒し決勝進出。決勝のチェコ戦には2試合出場しラデク・ステパネクを1-6, 2-6, 6-4, 6-4, 8-6で、ルーカス・ドロウヒーを6-4, 6-2で勝利し優勝に貢献した。全豪オープンは3回戦でマリン・チリッチに6-7(5), 3-6, 4-6で敗れた。2月のドバイ・テニス選手権では決勝でノバク・ジョコビッチに敗れ準優勝。バルセロナ・オープン・バンコ・サバデルでは決勝でナダルに敗れ2年連続で準優勝に終わった。

### 2010年 マスターズ準優勝
2010年は2月のアビエルト・メキシコ・テルセルと、11月の地元バレンシア・オープン500で優勝し、シーズン2勝を挙げる。第11シードで出場したモンテカルロ・マスターズでは第8シードのイワン・リュビチッチ、フィリップ・コールシュライバーらを破り自身初のベスト4進出。第9シードで出場したマドリード・マスターズでは第8シードのマリン・チリッチ、第3シードのアンディ・マレーらに勝利し初のベスト4進出。第13シードで出場したローマ・マスターズでは第4シードのアンディ・マレー、　第7シードのジョー＝ウィルフリード・ツォンガ、第6シードのフェルナンド・ベルダスコを破り自身初のマスターズ決勝進出を果たす。3年ぶりにATPワールドツアー・ファイナルに出場したが、ラウンドロビン3連敗に終わった。

### 2011年 全豪ベスト4 デビス杯V3
2011年は1月のハイネケン・オープンと、2月のアビエルト・メキシコ・テルセルで優勝。全豪オープンでは準々決勝で、当時世界ランキング1位のナダルをストレートで破り全豪で初めてベスト4に進出した。準決勝ではマレーに6-4, 6-7, 1-6, 6-7敗れた。ATPワールドツアー・ファイナルでは、ラウンドロビン2勝1敗で準決勝に進出するもロジャー・フェデラーに敗れた。

### 2012年 全仏ベスト4 マスターズ初優勝

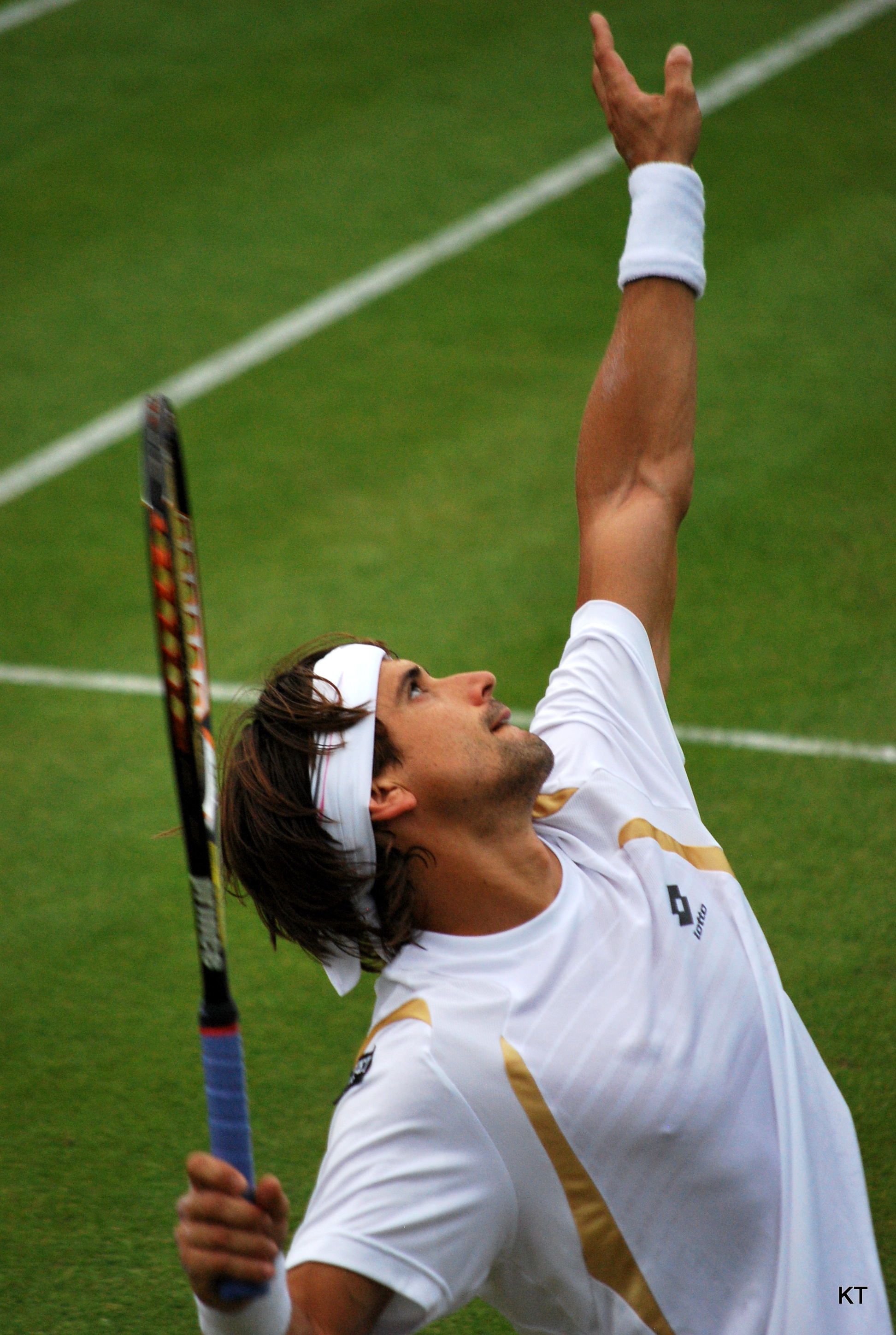
2012年ウィンブルドンでのダビド・フェレール

2012年は1月にハイネケン・オープンで優勝。全豪オープンでは、準々決勝でジョコビッチにストレートで敗れた。2月のコパクラロとアビエルト・メキシコ・テルセルで2週連続優勝を果たし、シーズン3勝目を挙げた。全仏オープンでは準々決勝で第4シードのマレー 6-4, 6-7, 6-3, 6-2で破り全仏で自身初のベスト4に進出したが、準決勝ではナダルにストレートで敗れた。6月のユニセフ・オープンで優勝しシーズン4勝目を挙げるとともに、自身の1シーズンにおけるタイトル獲得数を更新。ウィンブルドンでは4回戦でフアン・マルティン・デル・ポトロに快勝し、準々決勝でマレーと対戦するも7-6, 6-7, 4-6, 6-7で敗れている。7月のスウェーデン・オープンの大会で優勝しシーズン5勝目を挙げた。ロンドンオリンピック3回戦では、日本の錦織圭に敗れている。全米オープンでは、準決勝でジョコビッチに6-2, 1-6, 4-6, 2-6で敗れベスト4となった。2012年は全てのグランドスラムでベスト8以上と自身最高の成績を残している。その後10月に地元バレンシア・オープン500の大会で優勝。翌週のBNPパリバ・マスターズでは予選から決勝に勝ち上がってきたイェジ・ヤノヴィッツをストレートで下し、マスターズ1000初優勝を飾った。マスターズ1000においてBIG4以外の優勝は2年前のパリのロビン・セーデリング以来18大会ぶりとなる。ATPワールドツアー・ファイナルではラウンド・ロビン2勝1敗で敗退したが、2012年シーズンはツアー最多の7タイトル、またマッチ勝利数76勝もシーズン最多となった。

### 2013年 全豪ベスト4 全仏準優勝 世界3位
全豪オープンではベスト4に進むもののジョコビッチの前に敗北。第4シードで出場した全仏オープンではマリンコ・マトセビッチ、アルベルト・モンタニェス、フェリシアーノ・ロペス、ケビン・アンダーソン、トミー・ロブレド、ジョー＝ウィルフリード・ツォンガを倒し自身初のグランドスラム決勝進出を果たす。決勝ではナダルに3-6, 2-6, 3-6で敗北。7月8日に2007年のアンディ・ロディック以来のBIG4以外の世界ランキング3位となる。年間最終ランキングでも3位となった。

### 2014年 ツアー通算600勝
第6シードで出場したモンテカルロ・マスターズでは準々決勝でナダルにクレーコートでは2004年のメルセデス・カップ以来約9年9カ月ぶりに勝利した。第6シードで出場したシンシナティ・マスターズではミハイル・ユージニーらを倒し7年ぶりのベスト8入りをし、トミー・ロブレド、ジュリアン・ベネトーを倒し決勝進出。フェデラーに敗れ準優勝となる。10月24日バレンシア・オープン500準々決勝にて通算600勝達成。この年マスターズ7大会連続でベスト8入りを果たした。ATPワールドツアー・ファイナルでは大会途中棄権したミロシュ・ラオニッチの代わりに出場。これにより5年連続出場となった。

### 2015年 ツアー26勝目
年頭のカタール・エクソンモービル・オープンでトマーシュ・ベルディハを6-4, 7-5で破り、ツアー通算22勝目を達成。2月下旬のリオ・オープンでも、第1シードのナダルを準決勝で破ったファビオ・フォニーニを6-2, 6-3で圧倒。さらに翌週に開催されたアビエルト・メキシコ・テルセルでも決勝において、第1シードの錦織圭を6-3，7-5で下し2週連続の優勝を飾った。この勝利でプロ通算24勝目を記録した。第7シードで出場した全仏オープンでは4回戦でマリン・チリッチに勝利し全仏4年連続ベスト8進出を果たした。準々決勝ではマレーに初めてクレーコートで敗れた。しかし第8シードとして出場予定であったウィンブルドン選手権ではふくらはぎの怪我のため直前に欠場した。ウィンブルドン後のすべての大会を欠場し臨んだ全米オープンでは3回戦でジェレミー・シャルディーに6-7(6), 6-4, 3-6, 1-6で敗れた。マレーシア・オープン・クアラルンプールでは決勝でフェリシアーノ・ロペスに7–5, 7–5で勝利しシーズン4勝目。エルステ・バンク・オープンでは決勝でスティーブ・ジョンソンを破りシーズン5勝目をあげた。
BNPパリバ・マスターズでは準々決勝でジョン・イズナーに6-3, 6-7(6), 6-2で勝利し2年ぶりの準決勝進出。準決勝でマレーに4-6, 3-6で敗れた。2015年ATPワールドツアー・ファイナルには6年連続出場を果たすも3戦全敗となり、2013年からファイナル7連敗となった。年間最終ランキングは7位。

### 2016年 全豪ベスト8 トップ20陥落

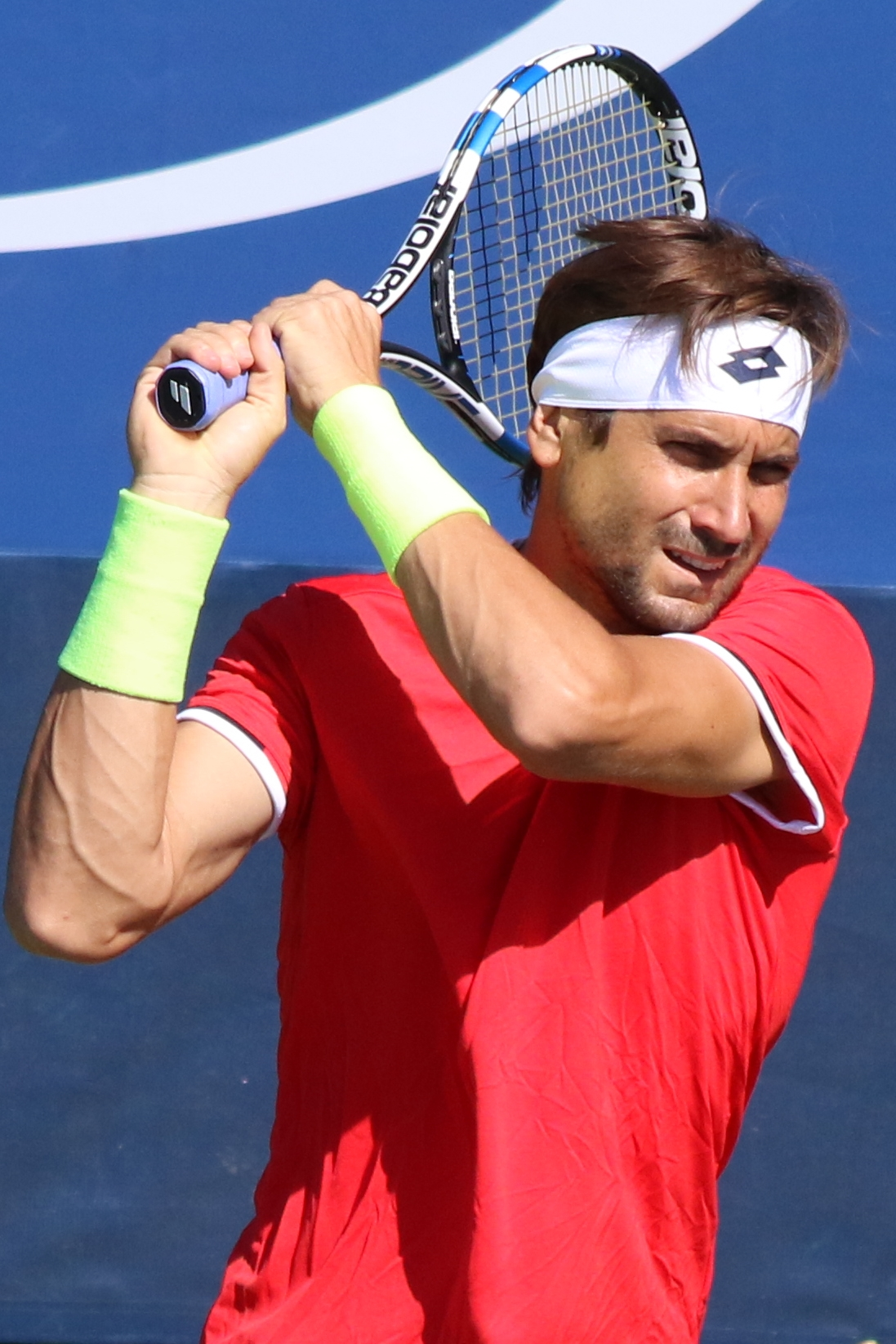
2016年全米オープンでのダビド・フェレール

昨年優勝のカタール・エクソンモービル・オープンでは初戦でイリヤ・マルチェンコに敗れた。全豪オープンでは準々決勝でアンディ・マレーに敗れた。昨年2週連続優勝したリオ・オープンとアビエルト・メキシコ・テルセルでは、いずれも決勝に辿りつく前に敗退。その後は脹脛の怪我に苦しみ、モンテカルロ・マスターズとバルセロナ・オープンを初戦前に棄権した。マドリード・オープンでは3回戦でトマーシュ・ベルディハに6-7(8), 5-7で敗れた。ローマ・マスターズでは3回戦でラッキールーザーのリュカ・プイユに敗れた結果、翌週付のランキングにおいて2010年10月以来、5年半ぶりのトップ10陥落となった。ジュネーブ・オープンでは準決勝でマリン・チリッチに敗れた。全仏オープンでは4回戦でトマーシュ・ベルディハに3-6, 5-7, 3-6で敗れた。ウィンブルドンでは2回戦でニコラ・マユに敗れた。リオ五輪のシングルスでは2回戦でエフゲニー・ドンスコイに敗れた。全米オープンでは3回戦でフアン・マルティン・デル・ポトロに敗れた。2016年は2009年以来のトップ20陥落、2004年以来のツアー決勝進出無し(優勝無しは2009年以来)、2009年以来のマスターズベスト8なし、2002年以来の対トップ10勝利なし、ATPワールドツアー・ファイナル連続出場が6年で途切れるなどの結果に終わり、年間最終ランキングは21位。

### 2017年 ツアー通算700勝
全豪オープンでは3回戦でロベルト・バウティスタ・アグートに敗れた。その後各大会で初戦敗退が続く。マドリード・オープン、BNLイタリア国際では2週連続で錦織圭に敗れた。しかし、BNLイタリア国際の1回戦でフェリシアーノ・ロペスに勝利したことで、キャリア通算700勝を達成した。ノーシードで挑むウィンブルドン選手権では1回戦で第22シードのリシャール・ガスケを下すが3回戦でトマーシュ・ベルディハに敗れる。7月のスウェーデン・オープンで1年9ヵ月ぶりのツアー優勝。結果的にこれがATPツアー最後のタイトルとなった。ロジャーズ・カップでは3回戦に進出し、第2シードロジャー・フェデラーから第1セットを奪うも初勝利には届かず。ウエスタン・アンド・サザン・オープンでは3回戦で第11シードパブロ・カレーニョ・ブスタ、準々決勝で第3シードでドミニク・ティエムに勝利しベスト4入り。しかし準決勝でニック・キリオスに敗れる。シーズンを37位で終える。

### 2018年 引退表明
2018年はグランドスラムで3大会連続で初戦敗退を喫し、その他の大会でも早期敗退が続いた。8月に全米オープンがグランドスラム最後の出場になることと、2019年の母国スペインの大会で現役を引退する意向を表明した。同胞のナダルとの対戦となった全米オープン1回戦は、第2セット途中で脚の故障により棄権した。その後モンテレイ・チャレンジャーに出場すると決勝進出を果たし、決勝でイボ・カロビッチを6-3, 6-4で破り優勝した。年間最終ランキングは125位だった。

### 2019年 引退
ホップマンカップでは、個人としてはマシュー・エブデンやリュカ・プイユに勝利したが、チームとしては1勝2敗のグループ3位に終わった。2月1日、現役最後の大会として母国スペインのムチュア・マドリッド・オープンを選択したと大会公式サイトが掲載した。ツアーでは年始から3大会連続で2回戦敗退となった。マイアミ・オープンでは、2回戦で第2シードのアレクサンダー・ズベレフを破った。3回戦でフランシス・ティアフォーに敗れた。
迎えた引退試合のマドリード・オープンにはワイルドカードで出場。同胞のロベルト・バウティスタ・アグートを6-4, 4-6, 6-4で破って初戦突破するも、これがツアー最後の勝利となった。続く2回戦でシーズン3度目の対戦となる第3シードのズベレフに4-6, 1-6のストレートで屈して敗退。世界ランキング最高3位、グランドスラム決勝進出1回、ATPマスターズ10001勝(決勝進出7回)、デビスカップ優勝、ATPツアーシングルス27タイトルなどを記録した輝かしい20年間のプロキャリアに幕を下ろした。

### 2020年 ズベレフのコーチ就任
7月に自身の最後の対戦相手となったアレクサンダー・ズベレフのコーチとして指導をすることとなり、ズベレフこ父であるアレクサンダー・ズベレフ・シニアと共にコーチ陣に加入したが、数ヶ月で師弟関係を解消した。

### 2024年 スペイン代表監督就任
スタッド・ローラン・ギャロスで行われる2024年パリオリンピックでは母国スペイン代表の監督としてスペイン代表メンバーの発表をした。

## プレースタイル
上位選手陣でも屈指のリターナーで、強靭なフットワーク、およびスタミナを持つベースライナー。フォア、バックハンドともにコンパクトで粘り強いストロークをする。身長175cmと小柄ながらもここぞという時に力強いウィナーを放ち、フットワークを生かしたネットプレーも得意。ベースライナーのためクレーコートを最も得意とするが、他のコートを苦手としているということは無く、どのサーフェスでも高水準で安定したプレーが出来る。これが長い間上位ランキングをキープしていることに繋がっている。

## 主要大会決勝

### グランドスラム決勝

#### シングルス:1(準優勝1回)
| 結果   | 年     | 大会         | サーフェス | 対戦相手           | スコア        |
| ------ | ------ | ------------ | ---------- | ------------------ | ------------- |
| 準優勝 | 2013年 | 全仏オープン | クレー     | ラファエル・ナダル | 3-6, 2-6, 3-6 |

### ATPワールドツアー・ファイナル決勝

#### シングルス:1(準優勝1回)
| 結果   | 年     | 大会 | サーフェス    | 対戦相手             | スコア        |
| ------ | ------ | ---- | ------------- | -------------------- | ------------- |
| 準優勝 | 2007年 | 上海 | ハード (室内) | ロジャー・フェデラー | 2-6, 3-6, 2-6 |

### マスターズ1000決勝

#### シングルス:7 (優勝1回, 準優勝6回)
| 結果   | 年     | 大会         | サーフェス    | 対戦相手             | スコア             |
| ------ | ------ | ------------ | ------------- | -------------------- | ------------------ |
| 準優勝 | 2010年 | ローマ       | クレー        | ラファエル・ナダル   | 5-7, 2-6           |
| 準優勝 | 2011年 | モンテカルロ | クレー        | ラファエル・ナダル   | 4-6, 5-7           |
| 準優勝 | 2011年 | 上海         | ハード        | アンディ・マリー     | 5-7, 4-6           |
| 優勝   | 2012年 | パリ         | ハード (室内) | イェジ・ヤノヴィッツ | 6-4, 6-3           |
| 準優勝 | 2013年 | マイアミ     | ハード        | アンディ・マリー     | 6-2, 4-6, 6-7(1-7) |
| 準優勝 | 2013年 | パリ         | ハード (室内) | ノバク・ジョコビッチ | 5-7, 5-7           |
| 準優勝 | 2014年 | シンシナティ | ハード        | ロジャー・フェデラー | 3-6, 6-1, 2-6      |

## ATPツアー決勝進出結果

### シングルス: 52回 (27勝25敗)
| 大会グレード                    |
| グランドスラム (0–1)            |
| ATPファイナルズ (0–1)           |
| ATPツアー・マスターズ1000 (1–6) |
| ATPツアー500 (10–9)             |
| ATPツアー250 (16–8)             |

| サーフェス別タイトル |
| ハード (12–10)       |
| クレー (13–15)       |
| 芝 (2–0)             |
| カーペット (0–0)     |

| 結果   | No. | 決勝日         | 大会               | サーフェス    | 対戦相手                       | スコア                       |
| ------ | --- | -------------- | ------------------ | ------------- | ------------------------------ | ---------------------------- |
| 準優勝 | 1.  | 2002年7月21日  | ウマグ             | クレー        | カルロス・モヤ                 | 2-6, 3-6                     |
| 優勝   | 1.  | 2002年9月9日   | ブカレスト         | クレー        | ホセ・アカスソ                 | 6-3, 6-2                     |
| 準優勝 | 2.  | 2003年8月4日   | ソポト             | クレー        | ギリェルモ・コリア             | 5-7, 1-6                     |
| 準優勝 | 3.  | 2005年4月10日  | バレンシア         | クレー        | イーゴリ・アンドレエフ         | 3-6, 7-5, 3-6                |
| 優勝   | 2.  | 2006年7月17日  | シュトゥットガルト | クレー        | ホセ・アカスソ                 | 6-4, 3-6, 6-7(3-7), 7-5, 6-4 |
| 優勝   | 3.  | 2007年1月13日  | オークランド       | ハード        | トミー・ロブレド               | 6-4, 6-2                     |
| 優勝   | 4.  | 2007年7月15日  | ボースタード       | クレー        | ニコラス・アルマグロ           | 6-1, 6-2                     |
| 優勝   | 5.  | 2007年10月7日  | 東京               | ハード        | リシャール・ガスケ             | 6-1, 6-2                     |
| 準優勝 | 4.  | 2007年11月18日 | 上海               | ハード (室内) | ロジャー・フェデラー           | 2-6, 3-6, 2-6                |
| 優勝   | 6.  | 2008年4月20日  | バレンシア         | クレー        | ニコラス・アルマグロ           | 4-6, 6-2, 7-6(7-2)           |
| 準優勝 | 5.  | 2008年5月4日   | バルセロナ         | クレー        | ラファエル・ナダル             | 1-6, 6-4, 1-6                |
| 優勝   | 7.  | 2008年6月21日  | スヘルトーヘンボス | 芝            | マルク・ジケル                 | 6-4, 6-2                     |
| 準優勝 | 6.  | 2009年2月28日  | ドバイ             | ハード        | ノバク・ジョコビッチ           | 5-7, 3-6                     |
| 準優勝 | 7.  | 2009年5月26日  | バルセロナ         | クレー        | ラファエル・ナダル             | 2-6, 5-7                     |
| 準優勝 | 8.  | 2010年2月21日  | ブエノスアイレス   | クレー        | フアン・カルロス・フェレーロ   | 7-5, 4-6, 3-6                |
| 優勝   | 8.  | 2010年2月27日  | アカプルコ         | クレー        | フアン・カルロス・フェレーロ   | 6-3, 3-6, 6-1                |
| 準優勝 | 9.  | 2010年5月2日   | ローマ             | クレー        | ラファエル・ナダル             | 5-7, 2-6                     |
| 準優勝 | 10. | 2010年10月10日 | 北京               | ハード        | ノバク・ジョコビッチ           | 2-6, 4-6                     |
| 優勝   | 9.  | 2010年11月7日  | バレンシア         | ハード (室内) | マルセル・グラノリェルス       | 7-5, 6-3                     |
| 優勝   | 10. | 2011年1月15日  | オークランド       | ハード        | ダビド・ナルバンディアン       | 6-3, 6-2                     |
| 優勝   | 11. | 2011年2月26日  | アカプルコ         | クレー        | ニコラス・アルマグロ           | 7-6(7-4), 6-7(2-7), 6-2      |
| 準優勝 | 11. | 2011年4月17日  | モンテカルロ       | クレー        | ラファエル・ナダル             | 4-6, 5-7                     |
| 準優勝 | 12. | 2011年4月24日  | バルセロナ         | クレー        | ラファエル・ナダル             | 2-6, 4-6                     |
| 準優勝 | 13. | 2011年7月17日  | ボースタード       | クレー        | ロビン・セーデリング           | 2-6, 2-6                     |
| 準優勝 | 14. | 2011年10月16日 | 上海               | ハード        | アンディ・マリー               | 5-7, 4-6                     |
| 優勝   | 12. | 2012年1月14日  | オークランド       | ハード        | オリビエ・ロクス               | 6-3, 6-4                     |
| 優勝   | 13. | 2012年2月26日  | ブエノスアイレス   | クレー        | ニコラス・アルマグロ           | 4-6, 6-3, 6-2                |
| 優勝   | 14. | 2012年3月3日   | アカプルコ         | クレー        | フェルナンド・ベルダスコ       | 6-1, 6-2                     |
| 準優勝 | 15. | 2012年4月29日  | バルセロナ         | クレー        | ラファエル・ナダル             | 6-7(1-7), 5-7                |
| 優勝   | 15. | 2012年6月23日  | スヘルトーヘンボス | 芝            | フィリップ・ペッシュナー       | 6-3, 6-4                     |
| 優勝   | 16. | 2012年7月15日  | ボースタード       | クレー        | ニコラス・アルマグロ           | 6-2, 6-2                     |
| 優勝   | 17. | 2012年10月28日 | バレンシア         | ハード (室内) | アレクサンドル・ドルゴポロフ   | 6-1, 3-6, 6-4                |
| 優勝   | 18. | 2012年11月4日  | パリ               | ハード (室内) | イェジ・ヤノヴィッツ           | 6-4, 6-3                     |
| 優勝   | 19. | 2013年1月12日  | オークランド       | ハード        | フィリップ・コールシュライバー | 7-6(7-5), 6-1                |
| 優勝   | 20. | 2013年2月24日  | ブエノスアイレス   | クレー        | スタン・ワウリンカ             | 6-4, 3-6, 6-1                |
| 準優勝 | 16. | 2013年3月2日   | アカプルコ         | クレー        | ラファエル・ナダル             | 0-6, 2-6                     |
| 準優勝 | 17. | 2013年3月31日  | マイアミ           | ハード        | アンディ・マリー               | 6-2, 4-6, 6-7(1-7)           |
| 準優勝 | 18. | 2013年5月5日   | オエイラス         | クレー        | スタン・ワウリンカ             | 1-6, 4-6                     |
| 準優勝 | 19. | 2013年6月9日   | 全仏オープン       | クレー        | ラファエル・ナダル             | 3-6, 2-6, 3-6                |
| 準優勝 | 20. | 2013年10月20日 | ストックホルム     | ハード (室内) | グリゴール・ディミトロフ       | 6-2, 3-6, 4-6                |
| 準優勝 | 21. | 2013年10月27日 | バレンシア         | ハード (室内) | ミハイル・ユージニー           | 3-6, 5-7                     |
| 準優勝 | 22. | 2013年11月3日  | パリ               | ハード (室内) | ノバク・ジョコビッチ           | 5-7, 5-7                     |
| 優勝   | 21. | 2014年2月23日  | ブエノスアイレス   | クレー        | ファビオ・フォニーニ           | 6-4, 6-3                     |
| 準優勝 | 23. | 2014年7月20日  | ハンブルク         | クレー        | レオナルド・マイエル           | 7-6(7-3), 1-6, 6-7(4-7)      |
| 準優勝 | 24. | 2014年8月17日  | シンシナティ       | ハード        | ロジャー・フェデラー           | 3-6, 6-1, 2-6                |
| 準優勝 | 25. | 2014年10月19日 | ウィーン           | ハード (室内) | アンディ・マリー               | 7-5, 2-6, 5-7                |
| 優勝   | 22. | 2015年01月10日 | ドーハ             | ハード        | トマーシュ・ベルディハ         | 6-4, 7-5                     |
| 優勝   | 23. | 2015年02月22日 | リオデジャネイロ   | クレー        | ファビオ・フォニーニ           | 6-2, 6-3                     |
| 優勝   | 24. | 2015年2月28日  | アカプルコ         | ハード        | 錦織圭                         | 6-3, 7-5                     |
| 優勝   | 25. | 2015年10月4日  | クアラルンプール   | ハード        | フェリシアーノ・ロペス         | 7-5, 7-5                     |
| 優勝   | 26. | 2015年10月25日 | ウィーン           | ハード (室内) | スティーブ・ジョンソン         | 4-6, 6-4, 7-5                |
| 優勝   | 27. | 2017年7月23日  | ボースタード       | クレー        | アレクサンドル・ドルゴポロフ   | 6-4, 6-4                     |

### ダブルス: 3回 (2勝1敗)
| 結果   | No. | 決勝日        | 大会                 | サーフェス | パートナー                 | 対戦相手                                  | スコア        |
| ------ | --- | ------------- | -------------------- | ---------- | -------------------------- | ----------------------------------------- | ------------- |
| 準優勝 | 1.  | 2003年1月31日 | アカプルコ           | クレー     | フェルナンド・ビセンテ     | マーク・ノールズ ダニエル・ネスター       | 3-6, 3-6      |
| 優勝   | 1.  | 2005年1月31日 | ビニャ・デル・マール | クレー     | サンティアゴ・ベントゥーラ | ガストン・エトリス マルティン・ロドリゲス | 6-3, 6-4      |
| 優勝   | 2.  | 2005年2月21日 | アカプルコ           | クレー     | サンティアゴ・ベントゥーラ | イリ・バネク トマーシュ・ジブ             | 4-6, 6-1, 6-4 |

## デビスカップ

### 優勝(3)
| 年     | スペイン | ラウンド/相手 |
| ------ | --- | --- |
| 2008年 | ラファエル・ナダル ダビド・フェレール フェルナンド・ベルダスコ フェリシアーノ・ロペス トミー・ロブレド ニコラス・アルマグロ         | 1R: ペルー 0-5 スペイン · QF: ドイツ 1-4 スペイン · SF: スペイン 4-1 アメリカ合衆国 · F: アルゼンチン 1-3 スペイン     |
| 2009年 | ラファエル・ナダル フェルナンド・ベルダスコ ダビド・フェレール フェリシアーノ・ロペス トミー・ロブレド フアン・カルロス・フェレーロ | 1R: スペイン 4-1 セルビア · QF: スペイン 3-2 ドイツ · SF: スペイン 4-1 イスラエル · F: スペイン 5-0 チェコ             |
| 2011年 | ラファエル・ナダル ダビド・フェレール フェルナンド・ベルダスコ フェリシアーノ・ロペス マルセル・グラノリェルス                      | 1R: ベルギー 1-4 スペイン · QF: アメリカ合衆国 1-3 スペイン · SF: スペイン 4-1 フランス · F: スペイン 3-1 アルゼンチン |

## 成績
略語の説明
| W | F | SF | QF | #R | RR | Q# | LQ | A | Z# | PO | G | S | B | NMS | P | NH |

W=優勝, F=準優勝, SF=ベスト4, QF=ベスト8, #R=#回戦敗退, RR=ラウンドロビン敗退, Q#=予選#回戦敗退, LQ=予選敗退, A=大会不参加, Z#=デビスカップ/BJKカップ地域ゾーン, PO=デビスカップ/BJKカッププレーオフ, G=オリンピック金メダル, S=オリンピック銀メダル, B=オリンピック銅メダル, NMS=マスターズシリーズから降格, P=開催延期, NH=開催なし.

### 4大大会
| 大会           | 2002 | 2003 | 2004 | 2005 | 2006 | 2007 | 2008 | 2009 | 2010 | 2011 | 2012 | 2013 | 2014 | 2015 | 2016 | 2017 | 2018 | 通算成績 |
| -------------- | ---- | ---- | ---- | ---- | ---- | ---- | ---- | ---- | ---- | ---- | ---- | ---- | ---- | ---- | ---- | ---- | ---- | -------- |
| 全豪オープン   | A    | 1R   | 2R   | 1R   | 4R   | 4R   | QF   | 3R   | 2R   | SF   | QF   | SF   | QF   | 4R   | QF   | 3R   | 1R   | 41–16    |
| 全仏オープン   | LQ   | 2R   | 2R   | QF   | 3R   | 3R   | QF   | 3R   | 3R   | 4R   | SF   | F    | QF   | QF   | 4R   | 2R   | 1R   | 44–16    |
| ウィンブルドン | A    | 2R   | 2R   | 1R   | 4R   | 2R   | 3R   | 3R   | 4R   | 4R   | QF   | QF   | 2R   | A    | 2R   | 3R   | 1R   | 28–15    |
| 全米オープン   | A    | 1R   | 1R   | 3R   | 3R   | SF   | 3R   | 2R   | 4R   | 4R   | SF   | QF   | 3R   | 3R   | 3R   | 1R   | 1R   | 33–16    |

### 大会最高成績
| 大会                 | 成績 | 年               |
| -------------------- | ---- | ---------------- |
| ATPファイナルズ      | F    | 2007             |
| インディアンウェルズ | QF   | 2007             |
| マイアミ             | F    | 2013             |
| モンテカルロ         | F    | 2011             |
| マドリード           | SF   | 2010, 2014       |
| ローマ               | F    | 2010             |
| カナダ               | QF   | 2014             |
| シンシナティ         | F    | 2014             |
| 上海                 | F    | 2011             |
| パリ                 | W    | 2012             |
| ハンブルク           | QF   | 2004, 2006, 2007 |
| オリンピック         | 3R   | 2012             |
| デビスカップ         | W    | 2008, 2009, 2011 |

### 世界ランキング
| 大会           | 2002 | 2003 | 2004 | 2005 | 2006 | 2007 | 2008 | 2009 | 2010 | 2011 | 2012 | 2013 | 2014 | 2015 | 2016 | 2017 | 2018 |
| -------------- | ---- | ---- | ---- | ---- | ---- | ---- | ---- | ---- | ---- | ---- | ---- | ---- | ---- | ---- | ---- | ---- | ---- |
| 最終ランキング | 59   | 71   | 49   | 14   | 14   | 5    | 12   | 17   | 7    | 5    | 5    | 3    | 10   | 7    | 21   | 37   | 125  |